# The Scarlet West
Pour plus de détails, voir Fiche technique et Distribution.
The Scarlet West est un film américain réalisé par John G. Adolfi, sorti en 1925.

## Synopsis
Le fils d'un chef indien revient chez lui après des années d'absences, mais il est rejeté par sa communauté qui n'accepte pas ses changements...

## Fiche technique
- Titre : The Scarlet West
- Réalisation : John G. Adolfi
- Scénario : Anthony Paul Kelly d'après une histoire d'Arch Heath
- Pays d'origine : États-Unis
- Format : Noir et blanc - 1,33:1 - Film muet
- Genre : drame
- Date de sortie : 1925

## Distribution
- Robert Frazer : Cardelanche
- Clara Bow : Miriam
- Robert Edeson : Général Kinnard
- Johnnie Walker : Lieutenant Parkman
- Walter McGrail : Lieutenant Harper
- Gaston Glass : Capitaine Howard
- Helen Ferguson : Nestina
- Ruth Stonehouse : Mme Custer
- Martha Francis : Harriet Kinnard
- Florence Crawford : Mme Harper